# Oliver Sommer
Oliver Sommer (* 1963 in Nürnberg) ist ein deutscher Regisseur und Musikproduzent. Er ist Geschäftsführer der AVA Studios.

## Leben
Seit 1994 inszenierte Sommer über 100 Musikvideos für nationale und internationale Musiker, so drehte er unter anderem mit Helene Fischer den Clip zum Titel Atemlos durch die Nacht, eines der wenigen Schlager-Musikvideos, die bei Viva in voller Länge gespielt wurden, und Musikvideos für Daniel Küblböck. Sehr bekannt wurde auch Sommers Clip zu From Sarah with Love von Sarah Connor, der starke Medienpräsenz erhielt und zudem Connors jüngerer Schwester Lulu Lewe zu erster Bekanntheit verhalf. Sommer lebt mit seiner Frau und den beiden gemeinsamen Söhnen in Berlin.

## Musikvideos (Auswahl)
- 1996: Blümchen: Boomerang
- 1997: Blümchen: Sesam-Jam (der, die, das)
- 2000: Guano Apes: No Speech
- 2000: Melanie Thornton: Love How You Love Me
- 2001: Melanie Thornton: Wonderful Dream (Holidays Are Coming)
- 2001: Sarah Connor: Let’s Get Back to Bed – Boy!
- 2001: Sarah Connor: From Sarah with Love
- 2003: Sarah Connor: Music Is the Key
- 2003: Nena & Friends: Wunder gescheh’n
- 2004: Sarah Connor: Just One Last Dance
- 2004: Sarah Connor: Living to Love You
- 2005: Sarah Connor: From Zero to Hero
- 2005: Sarah Connor: Christmas in My Heart
- 2005: Sarah Connor: The Best Side of Life
- 2005: Apoptygma Berzerk: In This Together
- 2007: Ich + Ich: Stark
- 2007: Oomph!: Träumst du
- 2007: Sarah Connor: The Impossible Dream (The Quest)
- 2007: Sarah Connor: Sexual Healing
- 2008: Sarah Connor: I’ll Kiss it Away
- 2010: Sarah Connor: Real Love
- 2011: Guano Apes: This Time
- 2011: Scorpions: Comeblack Medley
- 2005: US5: Maria
- 2012: Schiller: Sonne
- 2013: Gloryhammer: Angus McFife
- 2014: Helene Fischer: Atemlos durch die Nacht
- 2015: Wolkenfrei: Wolke 7
- 2016: Vanessa Mai: Ich sterb für dich
- 2016: Vanessa Mai: Meilenweit
- 2016: Kerstin Ott: Scheissmelodie
- 2017: Kerstin Ott: Lebe laut
- 2017: Vanessa Mai: Und wenn ich träum
- 2018: Kerstin Ott: Nur einmal noch
- 2018: Kerstin Ott: Regenbogenfarben
- 2019: Kerstin Ott: Schau mal
- 2019: Kerstin Ott: Ich geh’ meinen Weg
- 2020: In Extremo: Kompass zur Sonne
- 2020: In Extremo: Schenk nochmal ein
- 2021: Kerstin Ott: Nachts sind alle Katzen grau
- 2021: Blümchen: Gold
- 2021: Blümchen: Spring in mein Herz
- 2021: Blümchen: Hauptsache Du
- 2022: Blümchen: Regentropfen
- 2021: Kerstin Ott: Ich wünsche mir von dir
- 2022: Luca Hänni, Sarah Engels: Ma Bonita
- 2022: Kim Fisher: Solange wir wild sind
- 2022: Maite Kelly: Ich brauch einen Mann
- 2022: Marie Reim: Das mach ich ohne dich
- 2022: Marie Reim: Durch den Regen
- 2022: Marie Reim: Heute Nacht noch nicht
- 2022: Marie Reim: Bist du dafür bereit?